# Enrico Gasbarra
Enrico Gasbarra (ur. 12 sierpnia 1962 w Rzymie) – włoski polityk i samorządowiec, prezydent prowincji Rzym, deputowany, poseł do Parlamentu Europejskiego VIII kadencji.

## Życiorys
Ukończył studia z zakresu prawa pracy na Uniwersytecie Rzymskim. Od końca lat 70. zaangażowany w działalność polityczną w ramach młodzieżówki Chrześcijańskiej Demokracji, był m.in. członkiem władz krajowych tej organizacji i jej przewodniczącym w regionie. W 1985 został radnym jednej z rzymskich dzielnic, w 1989 objął stanowisko jej przewodniczącego, wszedł również w skład władz samorządowych Cittareale. W 1993 został członkiem rady miejskiej Rzymu, pełnił w niej funkcję przewodniczącego. Po rozwiązaniu chadecji działał kolejno we Włoskiej Partii Ludowej i następnie w partii Margherita. W międzyczasie obejmował urzędy asesora w administracji miejskiej Rzymu (1997), radnego regionu Lacjum (2000) i wiceburmistrza włoskiej stolicy (2001), zarządzanej wówczas przez Waltera Veltroniego.
W 2003 Enrico Gasbarra odszedł z magistratu w związku wyborem na stanowisko prezydenta prowincji Rzym, pracował na nim do 2008. Rok wcześniej przystąpił do nowo powołanej Partii Demokratycznej. W 2008 i w 2013 z ramienia tego ugrupowania uzyskiwał mandat posła do Izby Deputowanych XVI i XVII kadencji. Od 2012 do 2014 był sekretarzem regionu PD w Lacjum. W 2014 z ramienia demokratów został wybrany na eurodeputowanego VIII kadencji.